# Ferdinandusa dissimiliflora
Ferdinandusa dissimiliflora är en måreväxtart som först beskrevs av José Celestino Bruno Mutis och Alexander von Humboldt, och fick sitt nu gällande namn av Paul Carpenter Standley. Ferdinandusa dissimiliflora ingår i släktet Ferdinandusa och familjen måreväxter.
Artens utbredningsområde är Colombia. Inga underarter finns listade i Catalogue of Life.